# NGC 4585
NGC 4585 (również PGC 42215) – galaktyka spiralna z poprzeczką (SBb), znajdująca się w gwiazdozbiorze Warkocza Bereniki. Odkrył ją Heinrich Louis d’Arrest 21 kwietnia 1865 roku.